# Fidzsi-szigeteki viharmadár
A Fidzsi-szigeteki viharmadár (Pseudobulweria macgillivrayi) a madarak (Aves) osztályának viharmadár-alakúak (Procellariiformes) rendjébe, ezen belül a viharmadárfélék (Procellariidae) családjába tartozó faj.

## Rendszerezése
A fajt George Robert Gray angol ornitológus írta le 1860-ban, a Thalassidroma nembe Thalassidroma (Bulweria) Macgillivrayi néven. Sorolták a Bulweria nembe Bulweria macgillivrayi néven is. 

## Előfordulása
Kizárólag a Fidzsi-szigetek területén honos. Természetes élőhelyei a szubtrópusi vagy trópusi hegyi esőerdők, kavicsos és sziklás tengerpartok. Vonuló faj.

## Megjelenése
Testhossza 30 centiméter, testtömege 120-145 gramm.

## Természetvédelmi helyzete
Az elterjedési területe nagyon kicsi, egyedszáma 1-49 példány közötti és csökken. A Természetvédelmi Világszövetség Vörös listáján súlyosan veszélyeztetett fajként szerepel.